# Karol Koziolek

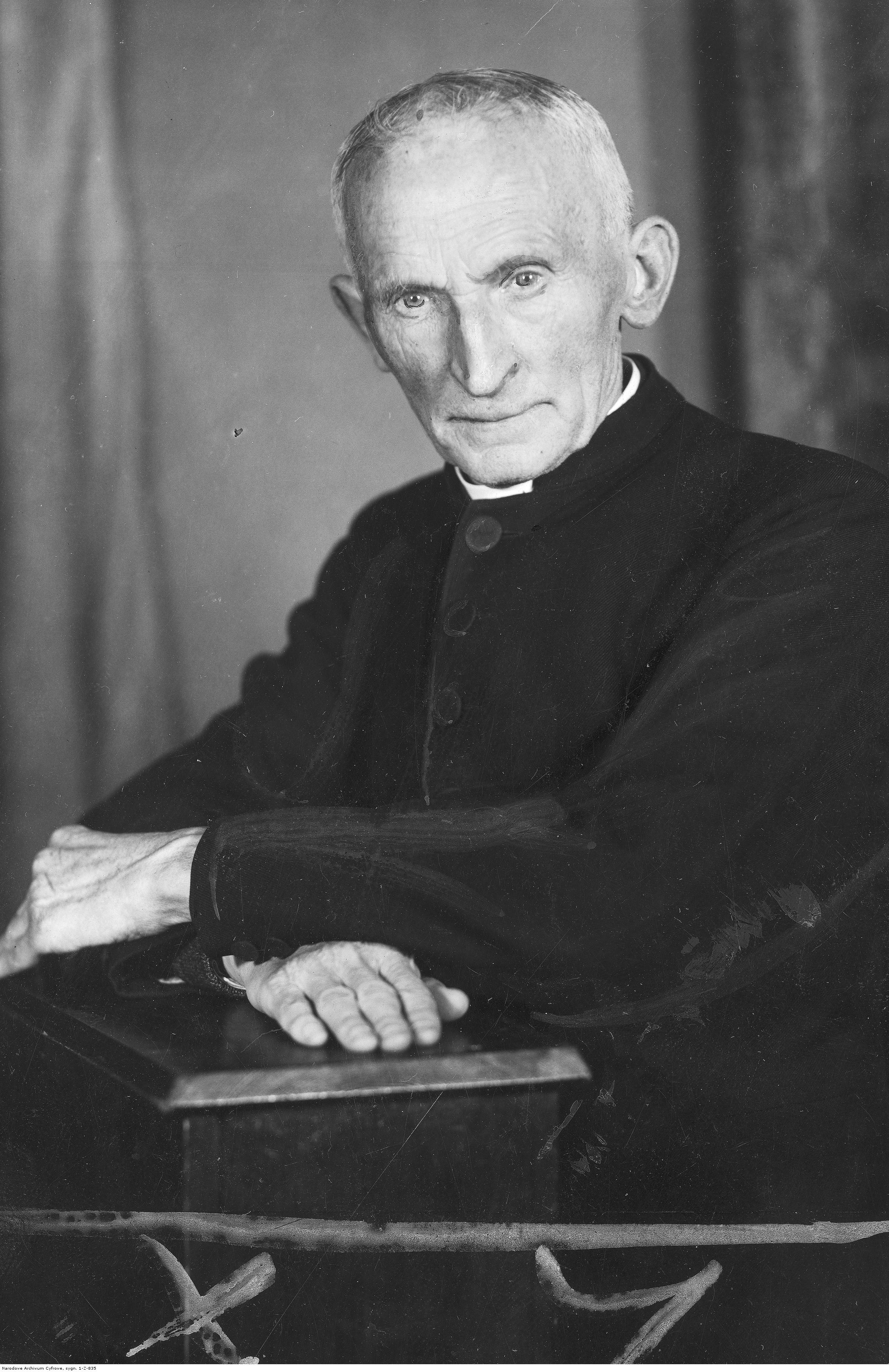
Karol Koziołek

Karol Koziołek (* 1. März 1856 in Ottmuth; † 8. Dezember 1938) war ein polnischer römisch-katholischer Priester und Aktivist in Oppeln, Präsident des Vereins Bund der Polen in Deutschland (ZPwN), Mitglied des Parlaments von Oppeln (1928–1932).
Von 1868 bis 1877 besuchte er in Oppeln das Gymnasium und ging danach nach Breslau, um dort Theologie und Philosophie zu studieren. Im Jahr 1880 gründete er die Towarzystwo Studentów Górnoślązaków. 1882 war er am Priesterseminar in Regensburg eingeschrieben und ein Jahr später zum Priester geweiht. Im Jahre 1890 erhielt er das Pfarrhaus in Wola in der Nähe von Pszczyna, und von 1897 bis zu seiner Pensionierung im Jahre 1934 wirkte er in der Gemeinde Grabine in der Nähe von Prudnik.
Nach der Teilung Schlesiens im Jahre 1922, blieb in dem westlichen Teil, wo er Mitbegründer der polnisch-katholischen Volkspartei war. Mit der Briefwahl wurde er im Jahr 1928 als einer von drei polnischen Mitgliedern der Versammlung im Bezirk Oppeln gewählt. Das Mandat behielt er bis 1932. Von 1930 bis 1935 war er Präsident im Bund der Polen in Deutschland. In den 30er Jahren Direktor der polnischen Schule in Grabine. Am 5. Februar 1936 wurde er zum Ehrenpräsident des Bundes der Polen in Deutschland gewählt. Im Jahr 1931 initiierte er eine Petition an Reichskanzler Heinrich Brüning. Die Rechte im schlesischen Oppeln sollen polnisch bleiben.
Im Jahr 1934 wurde er pensioniert und verbrachte den Rest seines Lebens mit seiner Familie in Ottmuth.

## Bibliografie
- Polski Słownik Biograficzny, Tom XIV, autor hasła Piotr Święc, Warszawa 1968–1969